# Leti (wyspa)
Leti (indonez. Pulau Leti) – wyspa w Indonezji; należy do wysp Leti w archipelagu Moluków.
Mieszkańcy wyspy posługują się językiem leti z rodziny austronezyjskiej.